# The Mystery of Time
The Mystery of Time — шестой полноформатный студийный альбом немецкой пауэр-метал-группы Avantasia, издан 29 марта 2013 года Это первый альбом Avantasia, записанный при участии Немецкого фильм-оркестра Бабельсберга. Обложка альбома к альбому была создана Родни Мэтьюзом.

## Список композиций
Ограниченные издания альбома включают в себя второй CD с инструментальными версиями всех треков на альбоме за исключением двух бонусных композиций.
Слова и музыка всех песен — Тобиас Заммет.
| №   | Название                        | Приглашённые вокалисты     | Длительность |
| --- | ------------------------------- | -------------------------- | ------------ |
| 1.  | «Spectres»                      | Джо Линн Тернер            | 6:09         |
| 2.  | «The Watchmakers' Dream»        | Тернер                     | 4:14         |
| 3.  | «Black Orchid» (Orquídea Negra) | Бифф Байфорд               | 6:52         |
| 4.  | «Where Clock Hands Freeze»      | Михаэль Киске              | 4:35         |
| 5.  | «Sleepwalking»                  | Клауди Янг                 | 3:52         |
| 6.  | «Savior in the Clockwork»       | Тернер, Байфорд, Киске     | 10:40        |
| 7.  | «Invoke the Machine»            | Ронни Эткинс               | 5:30         |
| 8.  | «What's Left Of Me»             | Эрик Мартин                | 5:07         |
| 9.  | «Dweller in a Dream»            | Киске                      | 4:45         |
| 10. | «The Great Mystery»             | Тернер, Байфорд, Боб Кэтли | 10:03        |

| №   | Название                                          | Длительность |
| --- | ------------------------------------------------- | ------------ |
| 11. | «The Cross And You»                               | 4:14         |
| 12. | «Death Is Just A Feeling (Альтернативная версия)» | 5:24         |

## Над альбомом работали
- Тобиас Заммет — лидер-вокал, бас-гитара
- Саша Паэт — гитара, продюсер
- Михаэль Роденберг — клавишные
- Рассел Гилбрук — ударные

### Приглашённые гости

#### Инструменталисты

##### Гитаристы
- Брюс Кулик (на 3, 6, 10 композициях)
- Оливер Хартманн (на 4, 7, 9)
- Арьен Энтони Лукассен (на 2)

##### Вокалисты
- Тобиас Заммет — (на всех композициях) — Молодой учёный Аарон Блэкуэлл
- Джо Линн Тернер (ex-Rainbow, ex-Yngwie Malmsteen) (на 1, 2, 6, 10) — Наука
- Михаэль Киске (ex-Helloween, Place Vendome, Unisonic) (на 4, 6, 9) — Антиквар
- Бифф Байфорд (Saxon) (на 3, 6, 10) — Разум
- Ронни Эткинс (Pretty Maids) (на 7) — Аристократ
- Эрик Мартин (Mr. Big) (на 8) — Попрошайка
- Боб Кэтли (Magnum) (на 10) — Озарение
- Клауди Янг (на 5) — Видение